# Kwon Soon-chun
Pour les articles homonymes, voir Kwon (homonymie).
Kwon Soon-chun est un boxeur sud-coréen né le 24 avril 1959 à Séoul.

## Carrière
Passé professionnel en 1977, il devient champion d'Asie OPBF des poids super-mouches en 1982 mais échoue face au champion du monde WBA de la catégorie, Jiro Watanabe, le 6 octobre 1983. Soon-chun remporte ensuite le titre inaugural de champion du monde des poids mouches IBF le 24 décembre 1983 après sa victoire par KO au 5e round contre Rene Busayong. Il conserve son titre à 6 reprises puis s'incline face à son compatriote Chung Jong-kwan le 20 décembre 1985. Il met un terme à sa carrière de boxeur en 1987 sur un bilan de 27 victoires, 5 défaites et 3 matchs nuls.